# Ana Monteiro
Ana Catarina Martins Cunha Monteiro (ur. 14 sierpnia 1993 w Vila do Conde) – portugalska pływaczka, olimpijka z Tokio.

## Przebieg kariery
W 2013 wystartowała w mistrzostwach Europy na krótkim basenie, na których na dystansie 100 m st. motylkowym zajęła 46. pozycję a na dystansie 200 m tym samym stylem zajęła 16. pozycję w tabeli wyników. Dwa lata pierwszy raz w karierze uczestniczyła w pływackich mistrzostwach świata na basenie 50-metrowym, w ich ramach startowała w konkurencjach 100 i 200 m st. motylkowym – zajęła odpowiednio 40. i 24. pozycję.
W 2018 otrzymała srebrny medal igrzysk śródziemnomorskich w konkurencji 200 m st. motylkowym. W 2021 zadebiutowała w letnich igrzyskach olimpijskich, w ramach których wystartowała w konkurencji 200 m st. motylkowym i zajęła 11. pozycję w końcowej klasyfikacji.
W latach 2012–2019 wielokrotnie zdobywała złote medale mistrzostw Portugalii (zarówno na basenie 25-, jak i 50-metrowym).
W 2018 biła rekordy Portugalii w konkurencji 200 m st. motylkowym – 6 sierpnia na basenie 50-metrowym (Glasgow), 12 grudnia zaś na basenie 25-metrowym (Hangzhou).